# Jindřich Dominik
Jindřich Dominik (* 3. srpna 1954) je bývalý československý motocyklový závodník, reprezentant v ploché dráze.

## Závodní kariéra
V Mistrovství Československa jednotlivců startoval v letech 1972-1988, nejlépe skončil v roce 1986 na 7. místě. V Mistrovství Československa na dlouhé ploché dráze skončil v roce 1983 na 4. místě. V Mistrovství Československa dvojic skončil (s Janem Hádkem) v roce 1978 na 1. místě a v roce 1979 na 2. místě. V letech 1973-1983 pravidelně startoval v kvalifikačních závodech mistrovství světa jednotlivců, nejlépe skončil v roce 1982 na 11. místě v kontinentálním finále. Závodil za ČSAD Plzeň. V roce 1975 při Zlaté přilbě v Pardubicích vyhrál 1. ročník juniorské Zlaté stuhy.